# Hevein
Hevein est un groupe de heavy metal finlandais, originaire d'Helsinki, composé de six membres. Hevein mélange deux faces opposées de la musique. Pendant que la batterie, les guitares et un chant puissant entrainent les auditeurs dans une tornade, des instruments plus mélodiques comme le violon et le violoncelle, ajoutés à une seconde voix, apaisent et rendent le son plus complet.

## Biographie
D'après le site officiel du groupe, « personne ne peut vraiment dire à quel genre de musique appartient Hevein… il faut l'écouter soi-même). » Leif Hedström répond sur le forum à la question : « Est-ce que "Hevein" veut dire quelque chose ? » Le guitariste a un jour entendu une reprise de la chanson The Girl That Lived On Heaven Hill par Black Star. Là-dessus, les mots Heaven Hill sont devenus Heven Hill, puis ont été de nouveau modifiés jusqu'à ce que le nom du groupe Hevein naisse.
Les racines de Hevein sont retracées à 1992 lorsque le guitariste Leif Hedstrom et l'ancien batteur Alpo Oksaharju commencent à jammer ensemble. En 1998, le bassiste Tomi Koivunen et le violiniste Aino Piipari les rejoignent.
En 2002, le violoncelliste Max Lilja quitte Apocalyptica et rejoint Hevein. En 2003, Hevein démarre officiellement sa carrière lorsque Juha Immonen les rejoint. En octobre 2004, ils signent au label Spinefarm Records. Le bassiste Janne Jaakkola (7th Labyrinth) les rejoint en 2005, et le groupe publie son premier album studio, Sound Over Matter, qui est suivi par une tournée internationale l'année suivante en 2006. Les pochettes des albums sont réalisées par Alpo. Toujours en 2005, avant la sortie de leur album, ils publient le single iOta, qui atteint la 3e place des classements finlandais. En novembre 2007 sort l'album Gentle Anarchy.
En août 2010, ils cherchent un endroit où répéter ; l'actuel endroit dans lequel ils répètent sera démoli. En septembre 2012, le groupe annonce une rupture définitive. Cependant, un jour après cette annonce, un fan anonyme leur offre 500 euros, et le groupe tente de récolter des fonds pour 1 000 euros. L'argent sera mis à contribution de leur futur album, enregistré aux Sonic Pump Studios avec Nino Laurenne. Ils sont annoncés en studio le 9 septembre 2012. En juin 2014, le groupe annonce le départ de Max Lilja, et l'incertitude quant au futur du groupe. Ce dernier avait publié un album solo en 2013, Plays Electronica By One Cello.

## Membres

### Membres actuels
- Juha Immonen - chant
- Leif Hedström - guitare, chœurs
- Janne Jaakkola - basse (7th Labyrinth)
- Aino Piipari - violon (Kiova)
- Toni Paananen - batterie (depuis 2011)

### Anciens membres
- Tomi Koivunen - basse
- Max Lilja - violoncelle (?-2014)
- Alpo Oksaharju - batterie
- Otto Uotila - batterie (?-2011)
- Dimitri Paile - chant
- Nico Hartonen - chant

## Discographie

### Album studio
- 2005 : Sound Over Matter

### Démos
- 1999 : Heartland
- 2001 : Reverance
- 2002 : Only Human
- 2003 : Fear Is…

### Singles
- 2005 : iOta
- 2005 : As Far as the Eye Can See

### EP
- 2003 : Fear Is… Only Human EP (deux démos en une)
- 2004 : Break Out the Hammers
- 2012 : Gentle Anarchy

## Reprises
- Walk, de Pantera
- Empty, de Anathema (qu'ils ont joué quelques fois sur scène)
- Use My Third Eye (Pantera, qu'ils ont joué quelques fois sur scène en Metal Barbeque)

## Clip
- 2005 : Last Drop of Innocence